# Monomorium nengraharicum
Monomorium nengraharicum är en myrart som beskrevs av Bohdan Pisarski 1970. Monomorium nengraharicum ingår i släktet Monomorium och familjen myror. Inga underarter finns listade i Catalogue of Life.